# Chagulak
Chagulak (chiamata anche Chugul, Chugula, Chegoula o Tchougoulok) è una piccola isola vulcanica disabitata del gruppo delle isole Four Mountains, nell'arcipelago delle Aleutine, e appartiene all'Alaska (USA).
L'isola, larga 3,1 km, è costituita da uno stratovulcano con un'altezza di 1.142 m ed è separata dalla vicina isola di Amukta da un canale di circa 6,9 km di larghezza, anche se le due isole sono unite sott'acqua. Non si hanno notizie di eruzioni e non sono stati fatti studi sul vulcano Chagulak.